# Ana Dias
Ana Dias (Porto, 15 de julho de 1984) é uma fotógrafa portuguesa, mais conhecida pelo seu trabalho fotográfico para a revista Playboy.

## Biografia
Licenciou-se pela Escola Superior Artística do Porto em Artes Plásticas, ramo de Desenho, em 2007. Após concluir a formação académica colaborou como assistente técnica da instituição na área de Serigrafia, Litografia e Gravura. A sua formação em Artes Plásticas levou-a ao encontro da fotografia que escolheu como meio preferido de expressão artística. Dentro da fotografia prefere o erotismo feminino. "Gosto imenso de fotografar mulheres que amem o seu corpo e tenham orgulho em mostrá-lo. Como sou mulher, conheço bem as subtilezas do corpo feminino."
Em 2012, foi premiada no Fotoerotika Konkurs, organizado pela edição sérvia da revista Playboy, tendo o seu trabalho surgido na publicação. Em Novembro de 2012 fotografou a modelo Raquel Henriques para a sua primeira capa da edição portuguesa da revista. Rapidamente, ganhou reputação e convites das Playboy de todo o mundo: África do Sul, Alemanha, Holanda, França, Rússia, Brasil, México, Tailândia entre muitos outros. É a única fotógrafa portuguesa com carreira na Playboy internacional, colaborando regularmente com edições da revista em mais de 20 países.

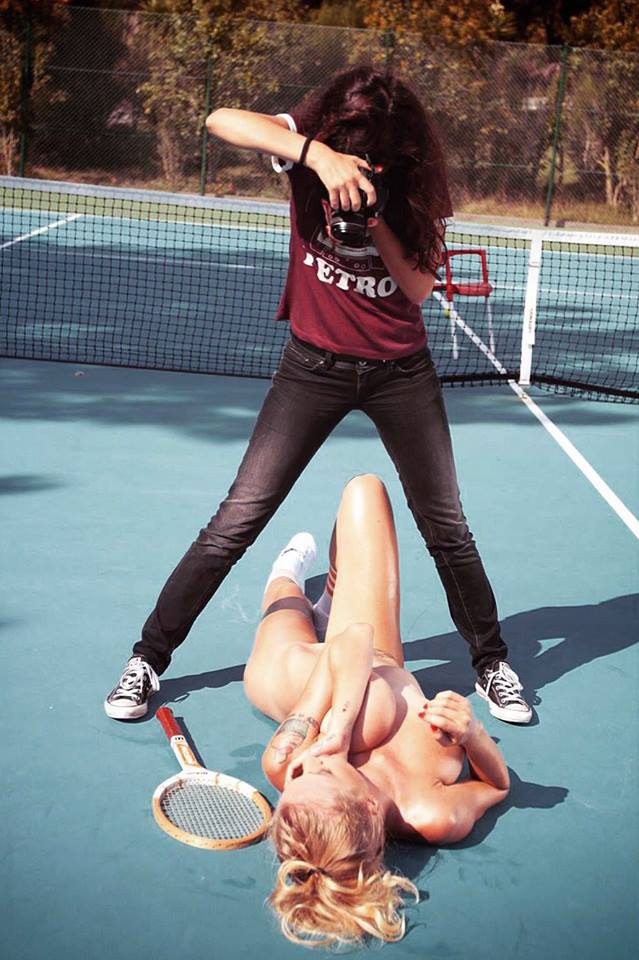
Ana Dias durante um ensaio fotográfico para a Playboy

Em Junho de 2015 foi convidada pelo director da Playboy EUA, Jimmy Jellinek, para protagonizar um webshow com o nome Playboy Abroad: Adventures with Photographer Ana Dias. O programa consistiu num diário da sua vida enquanto fotógrafa da Playboy. Em cada um dos 24 episódios, Ana Dias viajou para um país diferente para fotografar uma modelo diferente para um ensaio fotográfico ao estilo da revista. No webshow foram dados a conhecer os bastidores das sessões fotográficas e também as aventuras da fotógrafa com as modelos e com a sua equipa.
Aquando da sua passagem por Los Angeles em 2015, foi convidada por Hugh Hefner para visitar a icónica mansão Playboy. "Foi muito emocionante abraçar o homem que imaginou e criou o mundo onde trabalho e que tanto me tem dado".
Ana Dias foi descrita como "young, daring, different" e "the photographer of memories, happiness, the sound of laughter". A publicação Le Grand Mag afirmou que as suas fotos são "small crown gems in the artistic world: acknowledged and acclaimed both nationally and internationally" e que "they are full of colour, full of life. They are cheerful and make you smile." A publicação francesa Lui refere que "son style transcende l’image photographique". Marco António Reis, director da edição portuguesa da Playboy, diz que "produz das melhores imagens femininas que poderá ver, em qualquer parte do mundo". As plataformas CreativeBloq e Photodoto incluiram-na na sua lista de 20 fotógrafos mais inspiradores.
Para além da Playboy, colabora enquanto fotógrafa com outras revistas masculinas, como FHM, Maxim e INSOMNIA Magazine.

## Exposições

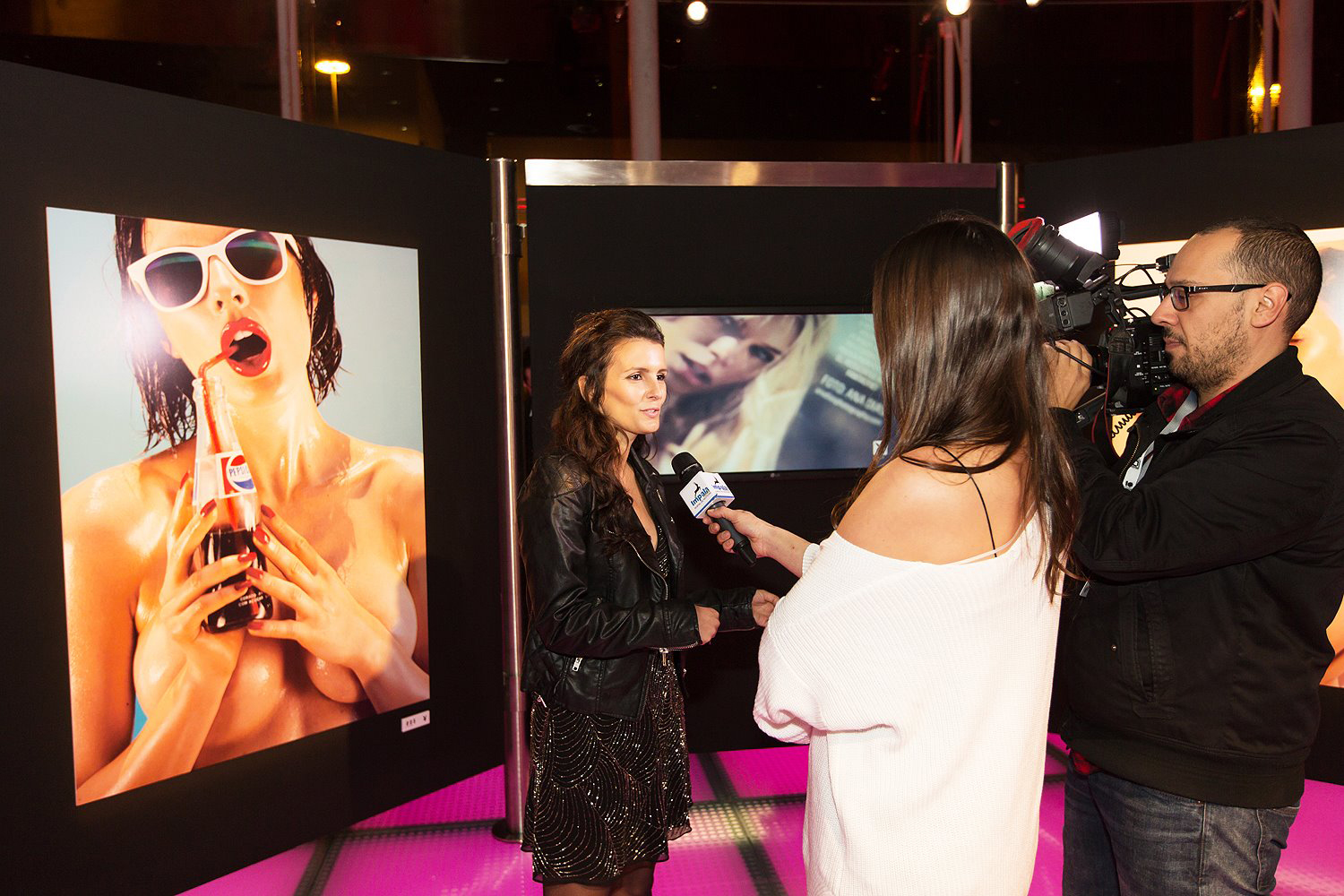
Ana Dias fala à comunicação social durante a inauguração da exposição "Playboy World" no Casino Lisboa em 2017 - Fotografia de Gonçalo Jorge

- Playboy World. Théâtre Mansart (França), Setembro 2017.[17]
- Playboy World. Casino Tróia (Portugal), Agosto 2018.
- Playboy World. Casino Figueira (Portugal), Junho 2017.[18][19]
- Playboy World. Casino Lisboa (Portugal), Janeiro 2017.[20]
- Uma Viagem ao Mundo Playboy. Espaço Mude (Portugal), Maio 2017.[21]

## Palestras
- My Road to Playboy. Associação Portuguesa dos Profissionais da Imagem - Expofoto 2017 (Portugal), Março 2017.[22]
- My Road to Playboy. 3.ª edição da Photography Masters Conference (Itália), em 2015.[23]
- Sorria, Seja Feliz! Asociación de Fotógrafos Profesionales de Valencia - X Jornadas Internacionales de Fotografia y Video Profesional (Espanha), Fevereiro 2012.
- Sorria, Seja Feliz! Associação de Fotógrafos Profissionais - 15.º Seminário de Fotografia e Vídeo (Portugal), Abril 2011.

## Colaborações Playboy
| PLAYBOY CAPAS        | PLAYBOY CAPAS      | PLAYBOY CAPAS               |
| Edição da publicação | Data da publicação | Modelo                      |
| -------------------- | ------------------ | --------------------------- |
| Playboy Holanda      | 2019/05            | Julia Logacheva             |
| Playboy Portugal     | 2019/05            | Yoli Lara                   |
| Playboy Holanda      | 2019/04            | Miki Hamano                 |
| Playboy Hungria      | 2019/03            | Olga de Mar                 |
| Playboy Hungria      | 2018/11            | Valeria Lakhina             |
| Playboy Holanda      | 2018/11            | Olga de Mar                 |
| Playboy Holanda      | 2018/10            | Valeria Lakhina             |
| Playboy Portugal     | 2018/10            | Marisa Papen                |
| Playboy Hungria      | 2018/09            | Olga de Mar                 |
| Playboy Polónia      | 2018/08            | Valeria Lakhina             |
| Playboy Portugal     | 2017/09            | Inés Trochia                |
| Playboy Holanda      | 2017/04            | Olga de Mar                 |
| Playboy Portugal     | 2016/11            | Raquel Henriques            |
| Playboy Portugal     | 2016/09            | Andressa Pedry              |
| Playboy Rússia       | 2016/08            | Filipa Henrique             |
| Playboy Holanda      | 2016/08            | Priscila Uchoa              |
| Playboy Portugal     | 2016/08            | Liliana Filipa              |
| Playboy Portugal     | 2016/07            | Ana Duarte                  |
| Playboy Hungria      | 2016/05            | Joana Caldeira              |
| Playboy Roménia      | 2016/03            | Dasha Snezhnaya             |
| Playboy Holanda      | 2015/11            | Caprice Castillo            |
| Playboy Portugal     | 2015/11            | Joana Caldeira              |
| Playboy Portugal     | 2015/09            | Filipa Henrique             |
| Playboy Portugal     | 2015/07            | Doriana Sousa               |
| Playboy Portugal     | 2015/06            | Mafalda Teixeira            |
| Playboy França       | 2014/08            | Cláudia Metello             |
| Playboy Polónia      | 2013/08            | Raquel Jacob                |
| Playboy Portugal     | 2013/04            | Iolanda Mendonça (DJ Poppy) |
| Playboy Portugal     | 2013/02            | Dora Reis                   |
| Playboy Portugal     | 2012/12            | Raquel Jacob                |
| Playboy Portugal     | 2012/11            | Raquel Henriques            |

| PLAYBOY PLAMATES      | PLAYBOY PLAMATES       | PLAYBOY PLAMATES                    |
| Edição da publicação  | Data da publicação     | Modelo                              |
| --------------------- | ---------------------- | ----------------------------------- |
| Playboy Holanda       | 2019/05                | Julia Logacheva                     |
| Playboy Holanda       | 2019/04                | Miki Hamano                         |
| Playboy Portugal      | 2019/04                | Natalia Udovenko                    |
| Playboy EUA           | 2019/04 (Spring Issue) | Yoli Lara (Playmate de Junho)       |
| Playboy Portugal      | 2019/02                | Miki Hamano                         |
| Playboy EUA           | 2019/01 (Winter Issue) | Miki Hamano (Playmate de Março)     |
| Playboy Holanda       | 2018/11                | Olga de Mar                         |
| Playboy Holanda       | 2018/10                | Valeria Lakhina                     |
| Playboy Polónia       | 2018/09                | Olga de Mar                         |
| Playboy Portugal      | 2018/09                | Olga Kobzar                         |
| Playboy EUA           | 2018/09                | Olga de Mar (Playmate de Outubro)   |
| Playboy Ucrânia       | 2018/07                | Valeria Lakhina                     |
| Playboy Portugal      | 2018/07                | Valeria Lakhina                     |
| Playboy EUA           | 2018/07                | Valeria Lakhina (Playmate de Julho) |
| Playboy Portugal      | 2018/05                | Monica Wasp                         |
| Playboy Portugal      | 2018/04                | Olga de Mar                         |
| Playboy Portugal      | 2017/09                | Inés Trochia                        |
| Playboy Alemanha      | 2017/08                | Olga de Mar                         |
| Playboy Holanda       | 2017/04                | Olga de Mar                         |
| Playboy Roménia       | 2016/05                | Jackie Almeida                      |
| Playboy Holanda       | 2015/11                | Caprice Castillo                    |
| Playboy México        | 2015/07                | Denise Cotte                        |
| Playboy África do Sul | 2014/02                | Zoi Gorman                          |
| Playboy Itália        | 2013/10                | Viktoriya Goncharuk                 |
| Playboy Itália        | 2013/05                | Raquel Jacob                        |
| Playboy Portugal      | 2013/03                | Andreia Machado                     |

| PLAYBOY EDITORIAIS E FOTOS INDIVIDUAIS | PLAYBOY EDITORIAIS E FOTOS INDIVIDUAIS | PLAYBOY EDITORIAIS E FOTOS INDIVIDUAIS                                                                    |
| Edição da publicação                   | Data da publicação                     | Modelo |
| -------------------------------------- | -------------------------------------- | --- |
| Playboy México                         | 2019/05                                | Jackie Almeida                                                                                            |
| Playboy República Checa                | 2019/05                                | Yoli Lara                                                                                                 |
| Playboy Itália                         | 2019/04                                | Yoli Lara                                                                                                 |
| Playboy Ucrânia                        | 2019/04                                | Olga de Mar                                                                                               |
| Playboy Grécia                         | 2019/04                                | Olga de Mar                                                                                               |
| Playboy México                         | 2019/04                                | Natalia Udovenko                                                                                          |
| Playboy Croácia                        | 2019/03                                | Paulina Mikołajczak                                                                                       |
| Playboy Colômbia                       | 2019/03                                | Inés Trochia                                                                                              |
| Playboy México                         | 2019/03                                | Angelika Wachowska                                                                                        |
| Playboy EUA                            | 2019/01 (Winter Issue)                 | Valeria Lakhina, Olga de Mar                                                                              |
| Playboy México                         | 2019/01                                | Monica Wasp                                                                                               |
| Playboy México                         | 2018/12                                | Paulina Mikołajczak                                                                                       |
| Playboy México                         | 2018/11                                | Marisa Papen                                                                                              |
| Playboy Itália                         | 2018/10                                | Olga de Mar                                                                                               |
| Playboy Croácia                        | 2018/10                                | Olga de Mar                                                                                               |
| Playboy República Checa                | 2018/10                                | Valeria Lakhina                                                                                           |
| Playboy México                         | 2018/08                                | Inés Trochia                                                                                              |
| Playboy Itália                         | 2018/07                                | Valeria Lakhina                                                                                           |
| Playboy México                         | 2018/07                                | Kit Rysha                                                                                                 |
| Playboy Portugal                       | 2018/06                                | Mafalda Teixeira, Doriana Sousa, Liliana Filipa                                                           |
| Playboy Holanda                        | 2018/05                                | Monica Wasp                                                                                               |
| Playboy Filipinas                      | 2018/05                                | Paulina Mikołajczak                                                                                       |
| Playboy México                         | 2018/03                                | Olga Kobzar                                                                                               |
| Playboy Holanda                        | 2018/02                                | Olga Kobzar                                                                                               |
| Playboy México                         | 2018/01                                | Olga de Mar                                                                                               |
| Playboy Filipinas                      | 2018/01                                | Kit Rysha                                                                                                 |
| Playboy Croácia                        | 2017/09                                | Olga de Mar                                                                                               |
| Playboy Alemanha                       | 2017/09                                | Natasha Legeyda                                                                                           |
| Playboy Holanda                        | 2017/07                                | Zoi Gorman                                                                                                |
| Playboy Alemanha                       | 2017/07                                | Denise Cotte                                                                                              |
| Playboy Alemanha                       | 2017/04                                | Filipa Henrique                                                                                           |
| Playboy Tailândia                      | 2017/03                                | Angelika Wachowska                                                                                        |
| Playboy Croácia                        | 2017/03                                | Dasha Snezhnaya                                                                                           |
| Playboy México                         | 2017/02                                | Dasha Snezhnaya                                                                                           |
| Playboy Portugal                       | 2017/02                                | Denise Cotte, Dasha Snezhnaya, Zoi Gorman, Caprice Castillo, Raquel Jacob, Raquel Henriques, Marisa Papen |
| Playboy Holanda                        | 2016/12                                | Natasha Legeyda                                                                                           |
| Playboy Holanda                        | 2016/10                                | Dasha Snezhnaya                                                                                           |
| Playboy Alemanha                       | 2016/10                                | Jackie Almeida                                                                                            |
| Playboy México                         | 2016/09                                | Caprice Castillo                                                                                          |
| Playboy Argentina                      | 2016/08                                | Ana Duarte                                                                                                |
| Playboy Croácia                        | 2016/06                                | Natasha Legeyda                                                                                           |
| Playboy Eslovénia                      | 2016/06                                | Filipa Henrique                                                                                           |
| Playboy Holanda                        | 2016/06                                | Jackie Almeida, Natasha Legeyda                                                                           |
| Playboy Croácia                        | 2016/05                                | Filipa Henrique                                                                                           |
| Playboy México                         | 2016/05                                | Natasha Legeyda                                                                                           |
| Playboy Eslováquia                     | 2016/04                                | Carla Sonre                                                                                               |
| Playboy Portugal                       | 2016/04                                | Denise Cotte                                                                                              |
| Playboy Argentina                      | 2016/03                                | Joana Caldeira                                                                                            |
| Playboy Roménia                        | 2016/03                                | Natasha Legeyda                                                                                           |
| Playboy Portugal                       | 2015/12                                | Caprice Castillo                                                                                          |
| Playboy Alemanha                       | 2015/12                                | Denise Cotte                                                                                              |
| Playboy República Checa                | 2015/12                                | Denise Cotte                                                                                              |
| Playboy Croácia                        | 2015/08                                | Doriana Sousa                                                                                             |
| Playboy México                         | 2015/08                                | Zoi Gorman                                                                                                |
| Playboy África do Sul                  | 2015/07                                | Zoi Gorman                                                                                                |
| Playboy Eslováquia                     | 2015/06                                | Denise Cotte                                                                                              |
| Playboy Alemanha                       | 2015/06                                | Victoria Paschold                                                                                         |
| Playboy Roménia                        | 2015/06                                | Denise Cotte                                                                                              |
| Playboy México                         | 2015/04                                | Victoria Paschold                                                                                         |
| Playboy México                         | 2015/03                                | Viktoriya Goncharuk                                                                                       |
| Playboy Argentina                      | 2015/03                                | Beatrice Mary Bexter                                                                                      |
| Playboy Roménia                        | 2015/02                                | Beatrice Mary Bexter                                                                                      |
| Playboy México                         | 2015/02                                | Ola Wanserska                                                                                             |
| Playboy África do Sul                  | 2015/01                                | Beatrice Mary Bexter                                                                                      |
| Playboy Alemanha                       | 2014/11                                | Beatrice Mary Bexter                                                                                      |
| Playboy República Checa                | 2014/07                                | Victoria Paschold                                                                                         |
| Playboy Brasil                         | 2014/05                                | Raquel Jacob                                                                                              |
| Playboy Bulgária                       | 2014/04                                | Raphaella McNamara                                                                                        |
| Playboy Roménia                        | 2014/04                                | Zoi Gorman                                                                                                |
| Playboy África do Sul                  | 2014/04                                | Andreia Machado                                                                                           |
| Playboy África do Sul                  | 2014/03                                | Zoi Gorman                                                                                                |
| Playboy Grécia                         | 2013/11                                | Viktoriya Goncharuk                                                                                       |
| Playboy Roménia                        | 2013/09                                | Viktoriya Goncharuk                                                                                       |
| Playboy Sérvia                         | 2013/06                                | Andreia Machado                                                                                           |
| Playboy Croácia                        | 2013/04                                | Andreia Machado                                                                                           |
| Playboy Eslovénia                      | 2013/02                                | Raquel Jacob                                                                                              |
| Playboy Sérvia                         | 2012/12                                | Yana Protasova                                                                                            |
| Playboy Sérvia                         | 2012/10                                | Suzel Silva                                                                                               |